# J.D. Hill
J.D. Hill (Stockton, 30 ottobre 1948) è un ex giocatore di football americano statunitense che ha militato nel ruolo di wide receiver nella National Football League (NFL).

## Carriera
Hill al college giocò a football ad Arizona State. Fu scelto come quarto assoluto nel Draft NFL 1971 dai Buffalo Bills. Vi giocò per cinque stagioni, la migliore delle quali fu quella del 1972 in cui ricevette 754 yard e 5 touchdown, venendo convocato per il Pro Bowl. Chiuse la carriera passando due annate con i Detroit Lions.
Nel 2014 Hill e altri sette giocatori furono nominati querelanti in una causa contro la NFL. Hill sostenne che lui, e più di 400 altri giocatori, ricevettero illegalmente narcotici per mascherare il dolore in modo che potessero scendere in campo. "Sono diventato dipendente e a fine carriera sono diventato un senzatetto. Non ho mai preso droga in vita mia e sono diventato un tossico della NFL", affermò.

## Palmarès
- Convocazioni al Pro Bowl: 1

1972